# Aldealengua de Santa María
Aldealengua de Santa María ist eine Gemeinde (municipio) in der spanischen Provinz Segovia. Sie liegt im Süden der Autonomen Region Kastilien und León, an der Nordwestabdachung der Sierra de Guadarrama. Sie hat 59 Einwohner (Stand: 2024). 

## Geographie
Aldealengua de Santa María liegt etwa 85 Kilometer nordöstlich vom Stadtzentrum von Segovia in einer Höhe von ca. 950 m.
Aldealengua de Santa María befindet sich innerhalb der Zone des kontinentalen mediterranen Klimas.

## Bevölkerungsentwicklung
| Jahr      | 1970 | 1981 | 1991 | 2001 | 2011 | 2021 |
| Einwohner | 239  | 129  | 83   | 71   | 84   | 60   |

## Sehenswürdigkeiten

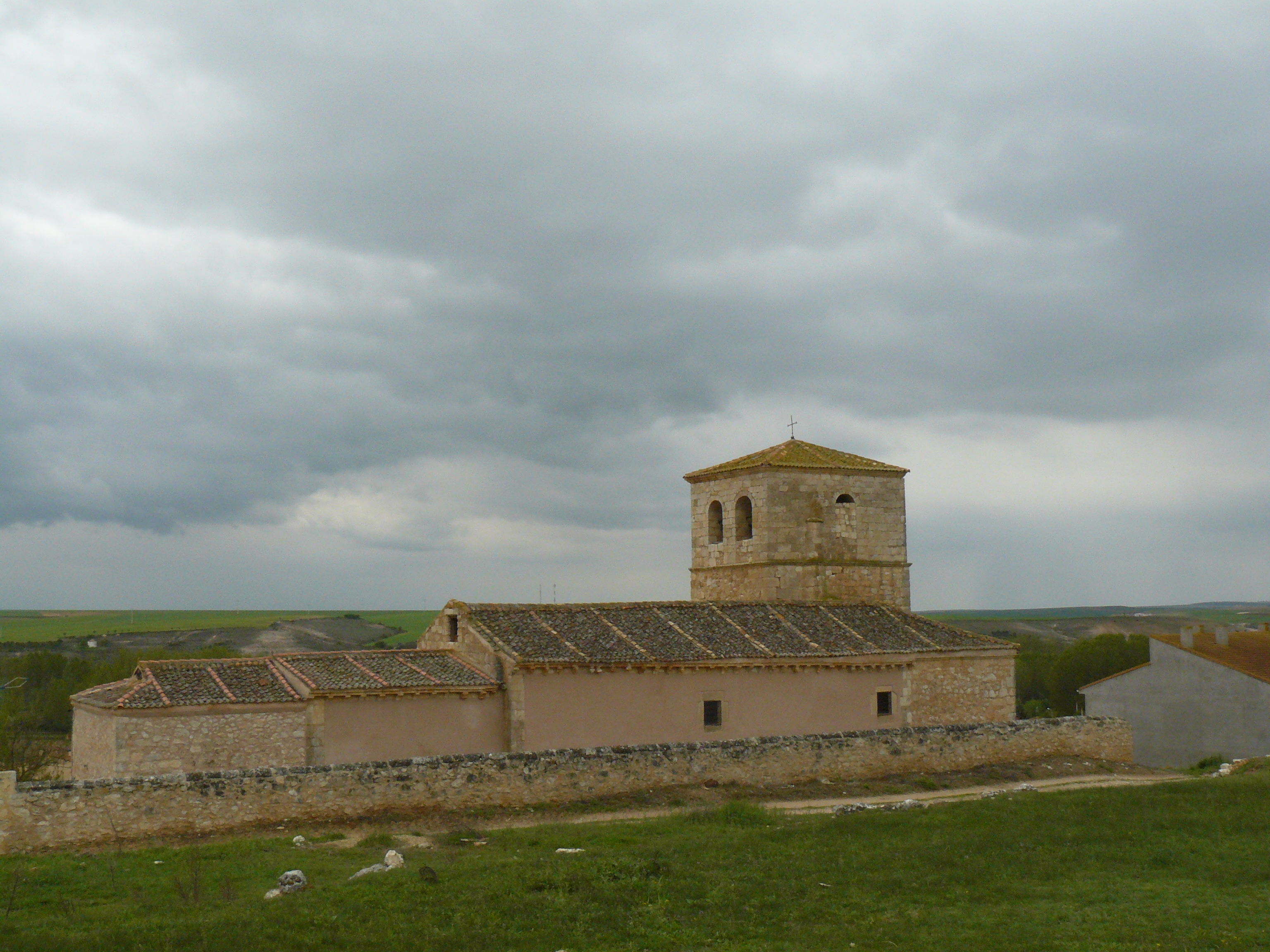
Kirche Mariä Himmelfahrt

- Kirche Mariä Himmelfahrt